# Teoria Triárquica da Inteligência
Robert Sternberg foi o precursor da Teoria Triárquica da Inteligência, divulgada em 1985 e desenvolvida ao longo das duas décadas seguintes.  Ela possui três aspectos: o mundo interior da pessoa, a experiência e o mundo exterior. A inteligência relaciona-se com o mundo interno ao enfatizar o processamento da informação através de três tipos de componentes.
Em primeiro lugar, estão os metacomponentes, processos executivos de ordem superior (ex: metacognição) usados para planejar, monitorar e avaliar a solução de problemas. Em segundo lugar, estão os componentes de desempenho usados para implementar os comandos dos metacomponentes por meio dos processos de ordem inferior. E, em terceiro, os componentes de aquisição de conhecimento em que os processos são usados para aprender como resolver problemas. Na prática, esses componentes não funcionam isolados, eles são interdependentes.
A inteligência está relacionada com a experiência quando vai de uma tarefa completamente nova, com a qual não tem qualquer experiência prévia, até uma tarefa completamente conhecida, com a qual possui vasta experiência. Para a teoria triárquica, tarefas relativamente novas demandam mais da inteligência de uma pessoa, assim como uma tarefa completamente desconhecida pode demandar ao ponto de sobrecarregar uma pessoa.
A inteligência está relacionada com o mundo exterior ao sugerir que os vários componentes da inteligência são aplicados à experiência para cumprir três funções em contextos da vida real. O primeiro é a adaptação ao meio ambiente, o segundo é moldar-se aos ambientes para criar novos ambientes e o terceiro é escolher novos ambientes. Segundo a teoria triárquica, algumas pessoas podem aplicar sua inteligência a muitos tipos diferentes de problemas, enquanto outras podem ser mais inteligentes com problemas concretos e práticos. Pessoas inteligentes não necessariamente se destacam em todos os aspectos da inteligência.
Segundo Sternberg, a inteligência inclui capacidades analíticas, criativas e práticas. No pensamento analítico, tenta-se resolver problemas conhecidos usando estratégias que manipulam os elementos de um problema ou as relações entre os elementos (como comparar, analisar); no pensamento criativo, tenta-se resolver novos tipos de problemas que exigem pensar sobre o problema e sobre seus elementos de uma nova maneira (no inventar, projetar); no pensamento prático, tenta-se resolver problemas aplicando o que se sabe aos contextos cotidianos (aplicar, usar). 
A teoria surge em 1985 com uma oposição teórica aos modelos de testes de inteligência da época, os quais denominou como ciclo fechado, em que os testes baseavam-se em pensamentos analíticos e memória e não abrangiam vivências do mundo externo. Assim, possibilita uma visão mais abrangente dos fatores influentes da inteligência e adequada a investigação aos novos paradigmas.